# Number Ones: Up Close and Personal World Tour
Number Ones, Up Close and Personal World Tour è stato il sesto tour mondiale della cantante e ballerina statunitense Janet Jackson, realizzato per la promozione del suo album raccolta Number Ones (pubblicato a livello internazionale come The Best) del 2009. La tournée debuttò il 4 febbraio 2011 da Manila nelle Filippine per concludersi a Miami negli Stati Uniti il 5 dicembre dello stesso anno dopo aver visitato Asia, Nord America, Europa, Australia e Africa esibendosi in più di trentacinque città diverse.

## Informazioni

### Antefatti
Nel 2008 Janet Jackson si era imbarcata nel suo Rock Witchu Tour, tormentato però da problemi di salute e date cancellate. Nel 2009 l'artista perse il fratello, Michael Jackson, stroncato da un'intossicazione da Propofol, così, assieme a tutti i suoi familiari, la cantante partecipò al funerale pubblico per il fratello trasmesso da molte televisioni e in streaming on line raggiungendo oltre 2.5 miliardi di spettatori. Lo stesso anno la Jackson pubblicò la sua seconda raccolta di successi, Number Ones, che l'artista decise di promuovere con un nuovo tour composto principalmente dai suoi più grandi successi. Nel frattempo l'artista aveva approfondito l'attività cinematografica, come attrice e produttrice, coi film  Why Did I Get Married Too? e For Colored Girls entrambi usciti nel corso del 2010.

### Annuncio e partenza del tour

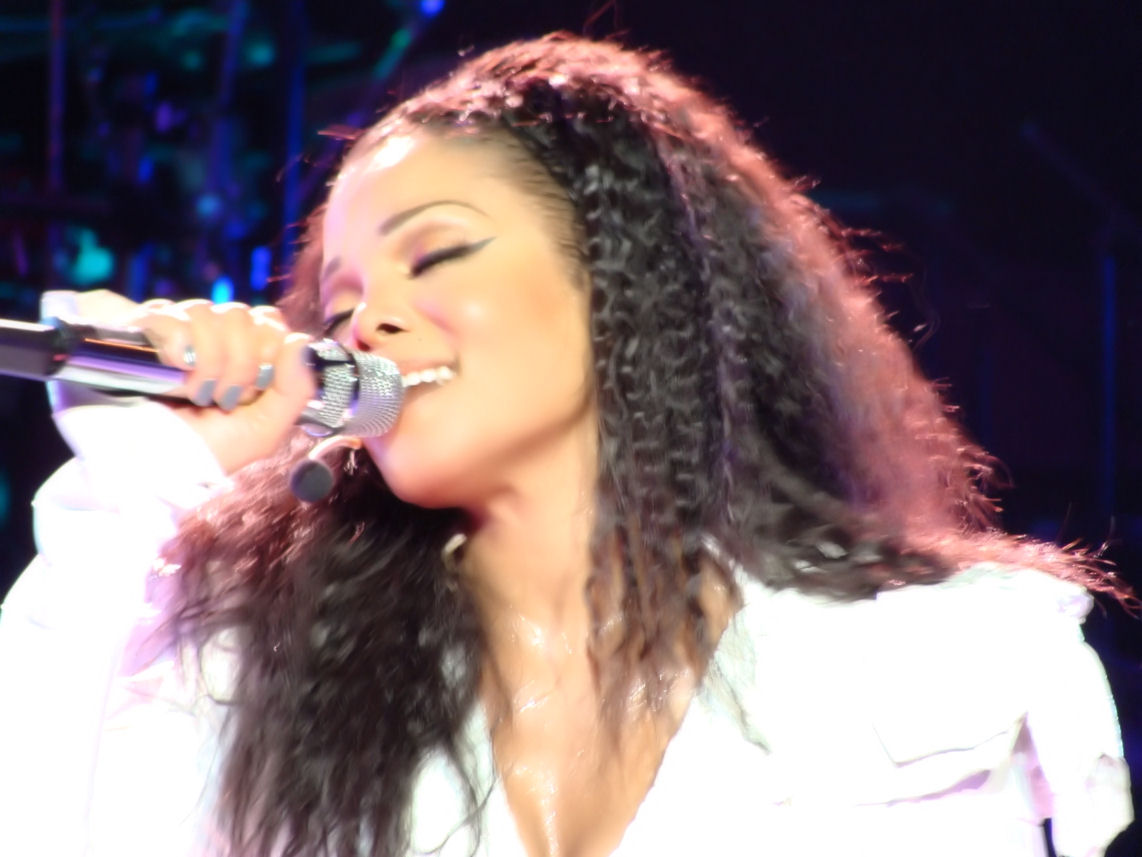
La cantante mentre si esibisce sul palco durante il tour.

In un comunicato stampa pubblicato dalla rivista Billboard, la cantante ha dichiarato riguardo al tour e al suo titolo: 
La cantante ha così deciso di intraprendere un tour di 35 città diverse, così come le 35 tracce dell'album Number Ones. In seguito alle numerose richieste però, la Jackson ha acconsentito ad aggiungere nuove date in Australia, Europa e Africa, inizialmente non previste.
Alla serata di apertura del tour a Manila, fuori dall'arena vi fu una protesta organizzata da alcuni attivisti della PETA vestiti da Morte. Gli attivisti protestavano contro la Jackson per essere comparsa in una campagna pubblicitaria per la linea di articoli in pelliccia di visone del marchio Blackglama.
La cantante ha inoltre deciso di incontrare 20 giovani leader della comunità con meno di 20 anni in ogni città toccata dal tour, che sono stati ospiti VIP dello spettacolo e del backstage. La Jackson ha dichiarato al riguardo: «Ci sono molti giovani che cambiano il mondo e voglio che vengano riconosciuti durante il mio tour».

### Lo spettacolo

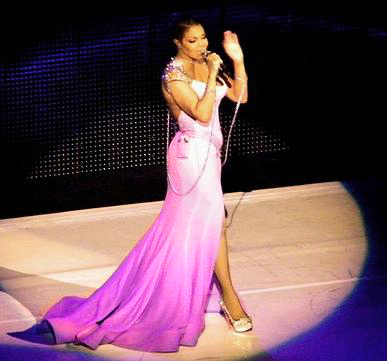
Janet sul palco mentre interpreta la ballata Again durante il tour.

Il contenuto del tour Number Ones: Up Close and Personal furono pertanto i suoi singoli arrivati alla numero 1, in vari mercati. I concerti avevano cinque fasi, non strettamente cronologiche, separate da tre interludi video e un interludio strumentale suonato dalla band. La prima, fredda e prepotente, con ballerini vestiti d'argento come robot mentre la cantante interpretava successi come Feedback e Nasty.
La seconda, sentimentale e cortese, mentre la cantante, in un vestito color lilla, interpretava alcune delle sue canzoni lente come Nothing e Again.
La terza, rilassata e atletica, in abiti da strada neri mentre cantava successi quali Doesn't Really Matter, All for You, All Nite (Don't Stop) e That's the Way Love Goes.
La quarta, aggressiva e drammatica con successi quali Black Cat, If e il medley Scream/Rhythm Nation.
E poi vi era il bis, quando l'artista ritornava sul palco indossando un abito bianco per concludere i concerti con il suo ultimo singolo di allora, intitolato Make Me, e col suo singolo di maggior successo, Together Again.

### Informazioni tecniche

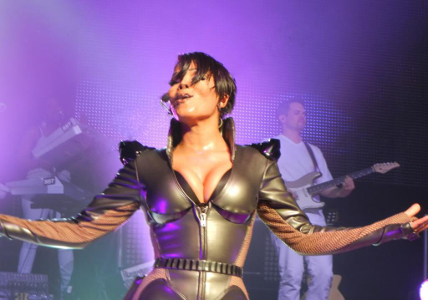
Janet Jackson durante il tour con una tuta argentata attillata realizzata da Robert Henri Behar.

Il direttore creativo e coreografo Gil Duldulao Jr., ha diretto lo spettacolo con la collaborazione della Jackson. Lo spettacolo presentava meno effetti speciali e meno ballerini rispetto ai tour precedenti, creando un set più ridotto che si concentrava sull'artista principale. Vincent Foster ha gestito ancora una volta illuminazione e video con Tyler Elich come direttore dell'illuminazione mentre Robert Henri Behar ha disegnato i costumi, che hanno ottenuto molti consensi, tra cui una tuta futuristica argentata e attillata indossata a inizio spettacolo dalla cantante in alcune tappe.

## Scaletta
1. Video Introduction (contiene elementi da Control, Feedback, Nasty, So Much Betta e Miss You Much)
2. Control Medley: The Pleasure Principle / Control / What Have You Done for Me Lately
3. Feedback
4. You Want This / Alright
5. Miss You Much
6. Nasty
7. Janet's Films (video interlude)
8. Nothing
9. Come Back to Me / Let's Wait Awhile / Again
10. Janet's Images (video interlude) (contiene elementi da Rope Burn, Any Time, Any Place, Got 'til It's Gone, Go Deep, What's It Gonna Be?! e Doesn't Really Matter)
11. Medley: Doesn't Really Matter / Escapade / Love Will Never Do (Without You) / When I Think of You / All for You
12. All Nite (Don't Stop)
13. That's the Way Love Goes
14. I Get Lonely
15. What About (strumentale)
16. Black Cat
17. If
18. Scream / Rhythm Nation
19. Diamonds
20. The Best Things in Life Are Free
21. Make Me (contiene elementi da Throb)
22. Together Again

## Date concerti
| Data             | Città          | Stato               | Luogo                                      |
| Asia             | Asia           | Asia                | Asia                                       |
| ---------------- | -------------- | ------------------- | ------------------------------------------ |
| 4 febbraio 2011  | Manila         | Filippine           | PICC Plenary Hall                          |
| 7 febbraio 2011  | Singapore      | Singapore           | Singapore Indoor Stadium                   |
| 9 febbraio 2011  | Giacarta       | Indonesia           | Jakarta Convention Center                  |
| 14 febbraio 2011 | Hong Kong      | Hong Kong           | Hong Kong Convention and Exhibition Centre |
| 18 febbraio 2011 | Taipei         | Taiwan              | Taipei Nangang Exhibition Center           |
| America del Nord |                |                     |                                            |
| 3 marzo 2011     | Hidalgo        | Stati Uniti         | State Farm Arena                           |
| 4 marzo 2011     | Houston        | Stati Uniti         | Reliant Stadium                            |
| 7 marzo 2011     | Chicago        | Stati Uniti         | Chicago Theatre                            |
| 8 marzo 2011     | Chicago        | Stati Uniti         | Chicago Theatre                            |
| 9 marzo 2011     | Chicago        | Stati Uniti         | Chicago Theatre                            |
| 12 marzo 2011    | Toronto        | Canada              | Sony Centre for the Performing Arts        |
| 13 marzo 2011    | Toronto        | Canada              | Sony Centre for the Performing Arts        |
| 15 marzo 2011    | Boston         | Stati Uniti         | Wang Theatre                               |
| 16 marzo 2011    | Uncasville     | Stati Uniti         | Mohegan Sun Arena                          |
| 18 marzo 2011    | New York       | Stati Uniti         | Radio City Music Hall                      |
| 19 marzo 2011    | New York       | Stati Uniti         | Radio City Music Hall                      |
| 21 marzo 2011    | New York       | Stati Uniti         | Radio City Music Hall                      |
| 22 marzo 2011    | Washington     | Stati Uniti         | DAR Constitution Hall                      |
| 24 marzo 2011    | Washington     | Stati Uniti         | DAR Constitution Hall                      |
| 25 marzo 2011    | Atlantic City  | Stati Uniti         | Borgata Event Center                       |
| 26 marzo 2011    | Atlantic City  | Stati Uniti         | Borgata Event Center                       |
| 29 marzo 2011    | Atlanta        | Stati Uniti         | Fox Theatre                                |
| 31 marzo 2011    | St. Louis      | Stati Uniti         | Fabulous Fox Theatre                       |
| 2 aprile 2011    | Grand Prairie  | Stati Uniti         | Verizon Theatre at Grand Prairie           |
| 3 aprile 2011    | Austin         | Stati Uniti         | Moody Theater                              |
| 5 aprile 2011    | Omaha          | Stati Uniti         | Qwest Center Arena                         |
| 6 aprile 2011    | Denver         | Stati Uniti         | Wells Fargo Theatre                        |
| 8 aprile 2011    | Phoenix        | Stati Uniti         | Comerica Theatre                           |
| 9 aprile 2011    | Santa Barbara  | Stati Uniti         | Santa Barbara Bowl                         |
| 10 aprile 2011   | Santa Barbara  | Stati Uniti         | Santa Barbara Bowl                         |
| 14 aprile 2011   | Los Angeles    | Stati Uniti         | Gibson Amphitheatre                        |
| 15 aprile 2011   | Los Angeles    | Stati Uniti         | Gibson Amphitheatre                        |
| 16 aprile 2011   | Los Angeles    | Stati Uniti         | Gibson Amphitheatre                        |
| 19 aprile 2011   | San Francisco  | Stati Uniti         | Bill Graham Civic Auditorium               |
| 20 aprile 2011   | San Francisco  | Stati Uniti         | Bill Graham Civic Auditorium               |
| 22 aprile 2011   | Las Vegas      | Stati Uniti         | The Colosseum at Caesars Palace            |
| 23 aprile 2011   | Las Vegas      | Stati Uniti         | The Colosseum at Caesars Palace            |
| 24 aprile 2011   | Las Vegas      | Stati Uniti         | The Colosseum at Caesars Palace            |
| Europa           |                |                     |                                            |
| 17 giugno 2011   | Oslo           | Norvegia            | Folketeatret                               |
| 19 giugno 2011   | Copenhagen     | Danimarca           | Falkoner Theatre                           |
| 24 giugno 2011   | Berlino        | Germania            | Tempodrom                                  |
| 26 giugno 2011   | Parigi         | Francia             | Olympia                                    |
| 27 giugno 2011   | Parigi         | Francia             | Olympia                                    |
| 30 giugno 2011   | Londra         | Regno Unito         | Royal Albert Hall                          |
| 2 luglio 2011    | Londra         | Regno Unito         | Royal Albert Hall                          |
| 3 luglio 2011    | Londra         | Regno Unito         | Royal Albert Hall                          |
| 5 luglio 2011    | Dublino        | Irlanda             | Grand Canal Theatre                        |
| 8 luglio 2011    | Monte Carlo    | Monaco              | Monte-Carlo Sporting                       |
| 9 luglio 2011    | Monte Carlo    | Monaco              | Monte-Carlo Sporting                       |
| 12 luglio 2011   | Barcellona     | Spagna              | Plaça Major                                |
| America del Nord |                |                     |                                            |
| 1 agosto 2011    | Montréal       | Canada              | Bell Centre                                |
| 3 agosto 2011    | Hamilton       | Canada              | Hamilton Place Theatre                     |
| 4 agosto 2011    | Bethel         | Stati Uniti         | Bethel Woods Center for the Arts           |
| 6 agosto 2011    | Holmdel        | Stati Uniti         | PNC Bank Arts Center                       |
| 8 agosto 2011    | Upper Darby    | Stati Uniti         | Tower Theater                              |
| 9 agosto 2011    | Portsmouth     | Stati Uniti         | NTelos Wireless Pavilion                   |
| 11 agosto 2011   | Cincinnati     | Stati Uniti         | PNC Pavilion                               |
| 12 agosto 2011   | Cleveland      | Stati Uniti         | Jacobs Pavilion at Nautica                 |
| 14 agosto 2011   | Milwaukee      | Stati Uniti         | Milwaukee Theatre                          |
| 16 agosto 2011   | Detroit        | Stati Uniti         | Fox Theatre                                |
| 19 agosto 2011   | Minneapolis    | Stati Uniti         | Orpheum Theatre                            |
| 21 agosto 2011   | Des Moines     | Stati Uniti         | Iowa State Fair Grandstand                 |
| 22 agosto 2011   | Kansas City    | Stati Uniti         | Starlight Theatre                          |
| 26 agosto 2011   | Vancouver      | Canada              | Queen Elizabeth Theatre                    |
| 29 agosto 2011   | Seattle        | Stati Uniti         | McCaw Hall                                 |
| 30 agosto 2011   | Portland       | Stati Uniti         | Keller Auditorium                          |
| 1 settembre 2011 | Los Angeles    | Stati Uniti         | Greek Theatre                              |
| Asia             |                |                     |                                            |
| 13 ottobre 2011  | Abu Dhabi      | Emirati Arabi Uniti | Yas Arena                                  |
| Australia        |                |                     |                                            |
| 18 ottobre 2011  | Perth          | Australia           | Burswood Theatre                           |
| 22 ottobre 2011  | Adelaide       | Australia           | Festival Theatre                           |
| 2 novembre 2011  | Gold Coast     | Australia           | GCCEC Arena                                |
| 3 novembre 2011  | Melbourne      | Australia           | Rod Laver Arena                            |
| 5 novembre 2011  | Sydney         | Australia           | Teatro dell'Opera di Sydney                |
| 8 novembre 2011  | Sydney         | Australia           | Teatro dell'Opera di Sydney                |
| Africa           |                |                     |                                            |
| 11 novembre 2011 | Johannesburg   | Sudafrica           | The Teatro at Montecasino                  |
| 12 novembre 2011 | Johannesburg   | Sudafrica           | The Teatro at Montecasino                  |
| 15 novembre 2011 | Città del Capo | Sudafrica           | Grand Arena at Grand West Casino           |
| America del Nord |                |                     |                                            |
| 26 novembre 2011 | Las Vegas      | Stati Uniti         | The Colosseum at Caesars Palace            |
| 1 dicembre 2011  | Palm Springs   | Stati Uniti         | McCallum Theatre                           |
| 4 dicembre 2011  | Tampa          | Stati Uniti         | Morsani Hall                               |
| 5 dicembre 2011  | Miami Beach    | Stati Uniti         | The Fillmore Miami Beach                   |

## Personale

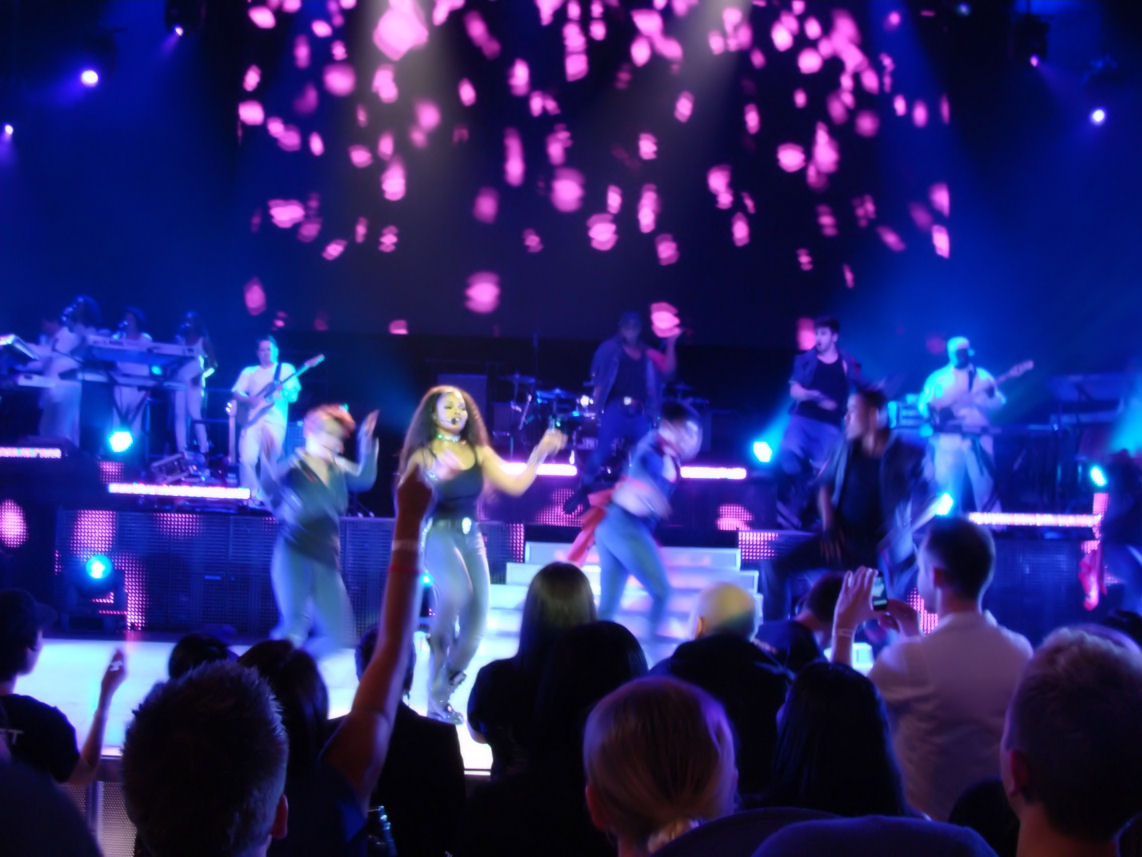
Janet Jackson sul palco circondata dai suoi ballerini e da alcuni membri della band.

### Produzione
- Direttore spettacolo: Janet Jackson e Gil Duldulao
- Direttore creativo e coreografo: Gil Duldulao
- Direttore musicale: Adam Blackstone
- Progettista illuminazione / video: Vincent Foster
- Direttore dell'illuminazione: Tyler Elich
- Ingegnere monitor: Michael "Woody" Dunwoody
- Personal Trainer: Anthony Martinez
- Costumista: Robert Henri Behar

### Band
- Tastiere: Daniel Jones, Rex Salas
- Batteria: Brian Frasier Moore
- Chitarre: Clay Sears, Rick Barry
- Basso: Adam Blackstone, Jae Deal
- Coristi: Erin Stevenson, Jill Zadeh, Onitsha Shaw, Tiffany Palmer, Nicole Hurst

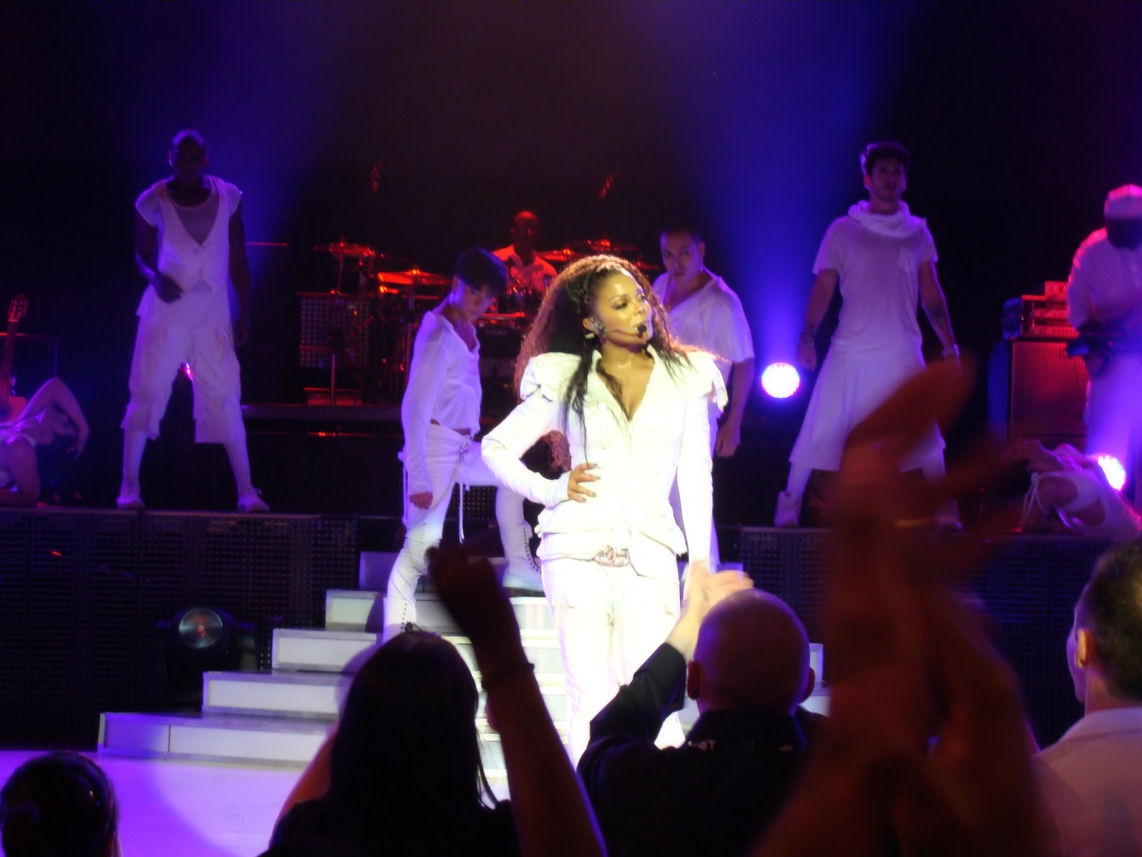
Janet sul palco con alcuni dei suoi ballerini.

### Ballerini
- Gil Duldulao, Jr.
- Jillian Meyers
- Laurel Thomson
- Whyley Yoshimura
- James Collins
- Ramon Baynes
- John-Paul "JP" San Pedro